# Dpi
dpi (ang. dots per inch) – liczba plamek obrazu przypadająca na cal. Jednostka stosowana do określenia rozdzielczości obrazów generowanych przez drukarki, plotery, naświetlarki itp. Pojęcie to jest bardzo rozpowszechnione i często stosowane także jako potoczny zamiennik określeń pokrewnych, jak ppi (pixels per inch – pikseli na cal), czyli jednostek rozdzielczości obrazów rastrowych, oraz spi (samples per inch – próbek na cal), czyli jednostek rozdzielczości skanerów.
Jednostka dpi opisuje stopień oddawania szczegółów kształtu obrazu w sterowanych komputerowo urządzeniach drukujących, naświetlających, a także wycinających, grawerujących itp. Określa gęstość możliwych do uchwycenia szczegółów obrazu, które są rozumiane jako układ punktów obrazu, których środki pozostają w stałych odległościach względem siebie, a ułożone w rzędach i kolumnach tworzą macierz. Rozdzielczość pozioma (w rzędach) jest rzeczywistą rozdzielczością urządzenia i jeśli nie podano inaczej, oznacza także rozdzielczość pionową.
Coraz częściej jednak producenci deklarują rozdzielczość pionową wielu typów urządzeń będącą wielokrotnością rozdzielczości rzeczywistej, co tylko częściowo odpowiada prawdzie, gdyż rozwiązane polega na tym, że plamki w sąsiednich rzędach nachodzą częściowo na siebie.

Odpowiednikiem dpi w miarach metrycznych jest jednostka dpc (ang. dots per cm). W bieżącej pracy DTP jest to jednak jednostka używana znacznie rzadziej, a jej zastosowanie ogranicza się praktycznie tylko do niektórych prac pomiarowych lub badawczych oraz do podawania jej dla wymogów formalnych.

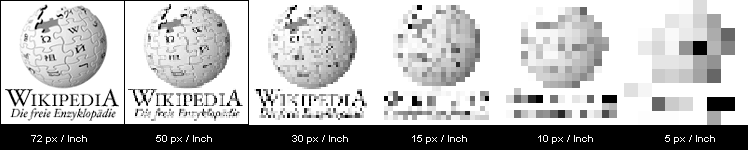
Symulacja wyglądu wydrukowanego logo Wikipedii dla zastosowanych, coraz niższych, rozdzielczości dpi w urządzeniu drukującym.